# Michael O'Keefe
Michael O'Keefe, född som Raymond Peter O'Keefe Jr., den 24 april 1955 i Mount Vernon i delstaten New York (uppvuxen i Larchmont i samma delstat), är en amerikansk skådespelare mest känd för sina roller som Danny Noonan i komedifilmen Tom i bollen, Ben Meechum i dramafilmen Esset och Darryl Palmer i Neil Simons romantiska komedifilm Mansgrisen. Han har också synts i rollen som Fred i sitcom-TV-serien Roseanne, vilket han gjorde mellan åren 1993 och 1995.
O'Keefe, som är av irländsk-amerikansk familjebakgrund, föddes som det äldsta av sju barn, till föräldrarna Stephanie (född Fitzpatrick) och Raymond Peter O'Keefe. Han gifte sig den 27 april 1991 med rock- och bluessångerskan Bonnie Raitt, och förblev därefter gift med henne fram till november 1999. Han gifte sedan om sig år 2011 med skådespelerskan Emily Donahoe, med vilken han sedermera har fått en son. O'Keefe är också en praktiserande zenbuddhist, vilket han har varit sedan år 1981.

## Filmografi (i urval)

### Filmer
| År   | Film                       | Roll                   | Noter |
| ---- | -------------------------- | ---------------------- | --- |
| 1978 | Fångade i djupet           | Harris                 | |
| 1979 | Esset                      | Ben Meechum            | Nominerad till en Oscar för bästa manliga biroll Nominerad till en Golden Globe Award för årets nya stjärna – skådespelare |
| 1980 | Tom i bollen               | Danny Noonan           | |
| 1982 | Hjärntvättad               | Danny "Joshua" Stetson | |
| 1983 | Äventyrarens ö             | Nathaniel Williamson   | |
| 1984 | Jakten på miljonerna       | Michael Rangeloff      | |
| 1985 | Mansgrisen                 | Darryl Palmer          | |
| 1986 | The Whoopee Boys           | Jake Bateman           | |
| 1987 | Järngräs                   | Billy Phelan           | |
| 1989 | Att överbrygga tystnaden   | Dan                    | TV-film |
| 1990 | För ung för döden?         | Mike Medwicki          | TV-film |
| 1994 | Nina skaffar en älskare    | Journalist             | |
| 1995 | Tre önskningar             | Vuxna Tom              | |
| 1996 | Ökenspel                   | Ken                    | |
| 1996 | Skuggor från det förflutna | Merrida Coxwell        | |
| 1999 | Swing Vote                 | i.u.                   | TV-film |
| 2001 | Löftet                     | Duane Larsen           | |
| 2001 | The Glass House            | Dave Baker             | |
| 2001 | Tror du på jultomten?      | Mr. James Klock        | Direkt till video |
| 2002 | The Hot Chick              | Richard Spencer        | |
| 2007 | An American Crime          | Reverend Bill Collier  | |
| 2007 | Michael Clayton            | Barry Grissom          | |
| 2008 | Frozen River               | State Trooper Finnerty | |
| 2008 | Keith                      | Alan Ascher            | |
| 2009 | American Violet            | Calvin Beckett         | |
| 2011 | Atlas Shrugged: Part I     | Hugh Akston            | |
| 2011 | Too Big to Fail            | Chris Flowers          | |
| 2015 | Eye in the Sky             | Ken Stanitzke          | |
| 2018 | Instant Family             | Jerry                  | |
| 2023 | One True Loves             | Colin                  | |

### TV-serier
| År               | Titel                                        | Roll                                                                        | Noter                                                                                              |
| ---------------- | -------------------------------------------- | --------------------------------------------------------------------------- | -------------------------------------------------------------------------------------------------- |
| 1974 (även 1977) | M*A*S*H                                      | Corporal Richard Travis (första medverkan) Tom (andra medverkan)            | Avsnitten "Mad Dogs and Servicemen" (första medverkan) och "War of Nerves" (andra medverkan)       |
| 1975–1977        | Familjen Walton                              | Chad Marshall                                                               | 2 avsnitt                                                                                          |
| 1985             | The Hitchhiker                               | Richard Shepard                                                             | Avsnittet "Man's Best Friend"                                                                      |
| 1993–1995        | Roseanne                                     | Fred                                                                        | 35 avsnitt                                                                                         |
| 2001             | I lagens namn                                | Cally Lonegan/Professor Donald Lonegan                                      | Avsnittet "Brother's Keeper"                                                                       |
| 2001             | Vita huset                                   | Will Sawyer                                                                 | Avsnittet "War Crimes"                                                                             |
| 2001             | Law & Order: Criminal Intent (även 2007)     | Father Michael McShale (första medverkan) Dr. Eli Rush (andra medverkan)    | Avsnitten "The Faithful" (första medverkan) och "Seeds" (andra medverkan)                          |
| 2003             | CSI: Crime Scene Investigation               | Daniel Easton                                                               | Avsnittet "Got Murder?"                                                                            |
| 2004 (även 2016) | Law & Order: Special Victims Unit            | Ronald McCain (första medverkan) Father Eugene O'Hannigan (andra medverkan) | Avsnittet "Outcry" (första medverkan), samt ytterligare två ej namngivna avsnitt (andra medverkan) |
| 2006             | House                                        | Fletcher Stone                                                              | Avsnittet "Failure to Communicate"                                                                 |
| 2006             | The Closer                                   | Agent Tim Hecht                                                             | Avsnittet "Overkill"                                                                               |
| 2007             | Saving Grace                                 | Father Lloyd Tierney                                                        | Avsnittet "Bless Me Father, For I Have Sinned"                                                     |
| 2007             | Criminal Minds                               | Dr. Stanley Howard                                                          | Avsnittet "Scared to Death"                                                                        |
| 2008             | Numb3rs                                      | Reverend Joseph Ezra                                                        | Avsnittet "Atomic No. 33"                                                                          |
| 2008             | Eleventh Hour                                | Philip Gifford                                                              | Avsnittet "Resurrection"                                                                           |
| 2008–2009        | Brothers & Sisters                           | Wally Wandell                                                               | 3 avsnitt                                                                                          |
| 2009             | Ghost Whisperer                              | Dr. Byrd                                                                    | 2 avsnitt                                                                                          |
| 2010             | Leverage                                     | Darren Hoffman                                                              | 1 avsnitt                                                                                          |
| 2011             | Burn Notice                                  | Wallace                                                                     | 1 avsnitt                                                                                          |
| 2013             | King & Maxwell                               | FBI Agent Frank Rigby                                                       | 10 avsnitt                                                                                         |
| 2014             | Royal Pains                                  | Dave                                                                        | 1 avsnitt                                                                                          |
| 2014             | Homeland                                     | John Redmond                                                                | 8 avsnitt Nominerad till en Screen Actors Guild Award för bästa ensemble i en dramaserie (2014)    |
| 2015–2016        | Masters of Sex                               | Harry Eshelman                                                              | 6 avsnitt                                                                                          |
| 2015–2016        | Sleepy Hollow                                | Jack Walters                                                                | 3 avsnitt                                                                                          |
| 2016             | Elementary                                   | Harris Waylon Greer                                                         | 1 avsnitt                                                                                          |
| 2016             | Blue Bloods                                  | Lieutenant Tim Harrison                                                     | Avsnittet "Stomping Grounds"                                                                       |
| 2016             | Falling Water                                | Mr. Jones                                                                   | 1 avsnitt                                                                                          |
| 2017             | The Blacklist                                | Mr. Deavers                                                                 | 1 avsnitt                                                                                          |
| 2017             | Sneaky Pete                                  | Detective Winslow                                                           | 10 avsnitt                                                                                         |
| 2019             | The Enemy Within                             | Paul Backus                                                                 | 2 avsnitt                                                                                          |
| 2022             | Winning Time: The Rise of the Lakers Dynasty | Jack Kent Cooke                                                             | 1 avsnitt                                                                                          |